# سامسونج جالكسي نوت 8.0
سامسونج جالكسي نوت 8.0 (بالإنجليزية: Samsung Galaxy Note 8.0)‏ هو حاسوب لوحي من إلكترونيات سامسونج يعمل بنظام أندرويد تم الكشف عنه في 23 فبراير 2013، تم طرحه في الأسواق في 5 أبريل 2013.

## الخصائص
- نظام التشغيل: أندرويد
- الكاميرا الأمامية: 1.3 ميجابكسل
- الكاميرا الخلفية: 5 ميجابكسل
- المعالج: 1.6 جيجا هرتز رباعي النواة
- الذاكرة: 2 جيجابايت
- التخزين: 16 جيجابايت